# Diòxid de silici
El compost químic conegut com a diòxid de silici o sílice és l'òxid de silici, amb fórmula química SiO₂, que es troba més freqüentment a la natura com el quars i en diversos organismes vius. En moltes parts del món, la sílice és el principal constituent de la sorra. La sílice és una de les famílies de materials més complexes i abundants, existent com a compost de diversos minerals i com a producte sintètic. Alguns exemples notables inclouen el quars fos, la sílice fumada, el gel de sílice, l'òpal i els aerogels. S'utilitza en materials estructurals, microelectrònica (com a aïllant elèctric) i com a components a les indústries alimentàries i farmacèutiques.
Es pot trobar a la natura en múltiples formes: quars, arena, cristobalita, òpal, sílex…
És el principal constituent de la sorra, principalment en forma de quars, ja que la gran duresa d'aquest el protegeix de l'erosió. Tot i això la composició de la sorra, varia en funció de la geologia i les condicions locals.
La inhalació de diòxid de silici cristal·li en la pols, pot provocar la silicosi, malaltia que afecta especialment els miners.
El diòxid de silici cristal·litzat és un material molt dur. S'empra per produir ones radioelèctriques d'una freqüència molt precisa, la qual cosa és molt útil per fabricar rellotges, aparells de ràdio, ordinadors, i qualsevol equip electrònic on cal una freqüència radioelèctrica molt precisa.

## Estructura

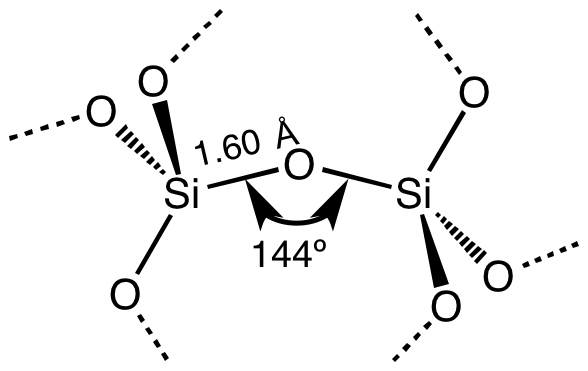
Motiu estructural que es troba al quars α, però també es troba en gairebé totes les formes de diòxid de silici

A la majoria dels silicats, l'àtom de silici mostra una coordinació tetraèdrica, amb quatre àtoms d'oxigen que envolten un àtom central de Si (vegeu Cèl·lula unitat 3-D). Així, SiO₂ forma sòlids de xarxa tridimensionals en els quals cada àtom de silici està enllaçat covalentment de manera tetraèdrica a 4 àtoms d'oxigen. En canvi, el CO₂ és una molècula lineal. Les estructures molt diferents dels diòxids de carboni i silici són una manifestació de la regla del doble enllaç.
SiO₂ té diverses formes cristal·lines diferents, però gairebé sempre tenen la mateixa estructura local al voltant de Si i O. En el quars α, la longitud de l'enllaç Si–O és de 161 pm, mentre que en l'α-tridimita es troba entre 154 i 171 pm. L'angle Si–O–Si també varia entre un valor baix de 140° en α-tridimita, fins a 180° en β-tridimita. En el quars α, l'angle Si–O–Si és de 144°.

### Polimorfisme

Subunitat típica per al diòxid de silici de baixa pressió

El quars alfa és la forma més estable de SiO₂ sòlid a temperatura ambient. Els minerals d'alta temperatura, cristobalita i tridimita, tenen densitats i índexs de refracció més baixos que el quars. La transformació de quars α a quars beta té lloc bruscament a 573 °C. Com que la transformació va acompanyada d'un canvi important de volum, pot induir fàcilment la fractura de ceràmiques o roques que passen per aquest límit de temperatura. Els minerals d'alta pressió, la seifertita, l'estishovita i la coesita, però, tenen densitats i índexs de refracció més alts que el quars. l'estishovita té una estructura semblant al rutil on el silici té 6 coordenades. La densitat de l'estistovita és de 4,287 g/cm3, que es compara amb l'α-quars, la més densa de les formes de baixa pressió, que té una densitat de 2,648 g/cm3. La diferència de densitat es pot atribuir a l'augment de la coordinació, ja que les sis longituds d'enllaç Si–O més curtes de la stishovita (quatre longituds d'enllaç Si–O de 176 pm i altres dues de 181 pm) són més grans que la longitud de l'enllaç Si–O (161 pm) en quars α. El canvi en la coordinació augmenta la ionitat de l'enllaç Si-O. Més important encara, qualsevol desviació d'aquests paràmetres estàndard constitueix diferències o variacions microestructurals, que representen una aproximació a un sòlid amorf, vitri o vidre.
La sílice de faujasita, un altre polimorf, s'obté per desaluminació d'una zeolita Y ultraestable i baixa en sodi amb tractament àcid i tèrmic combinat. El producte resultant conté més del 99% de sílice, i té una gran cristal·linitat i una superfície específica (més de 800 m 2 /g). Faujasite-sílice té una estabilitat tèrmica i àcida molt alta. Per exemple, manté un alt grau d'ordre molecular a llarg abast o de cristal·linitat fins i tot després d'ebullició en àcid clorhídric concentrat.

### Sílice fosa

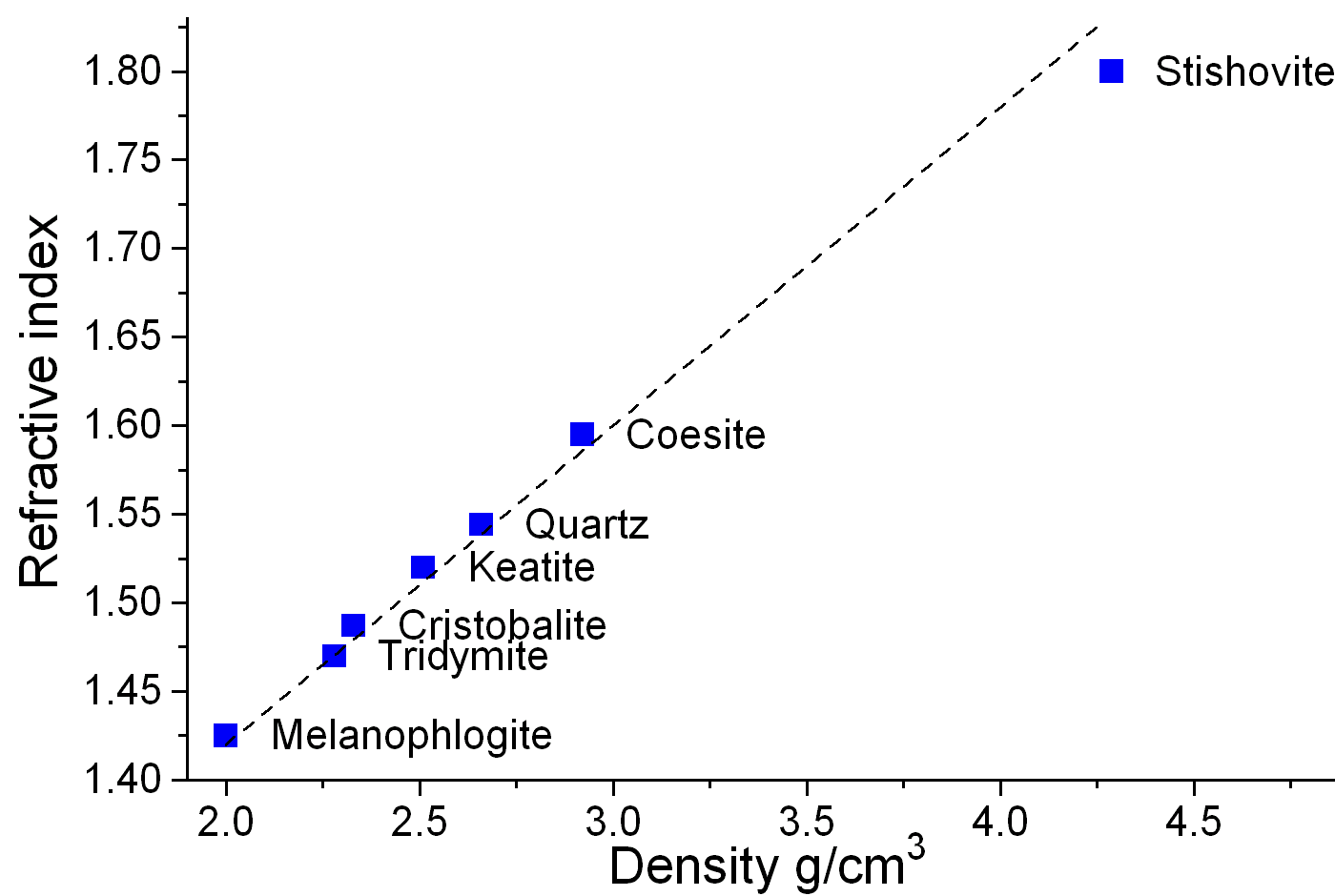

Relació entre l'índex de refracció i la densitat d'algunes formes de SiO₂
La sílice fosa presenta diverses característiques físiques peculiars que són similars a les observades a l'aigua líquida: expansió de temperatura negativa, densitat màxima a temperatures ~ 5000 °C, i una capacitat calorífica mínima. La seva densitat disminueix a partir de 2,08 g/cm 3 a 1950 °C a 2,03 g/cm 3 a 2200 °C.

### Sílice molecular
El SiO2 molecular té una estructura lineal com el CO2 . S'ha produït combinant monòxid de silici (SiO) amb oxigen en una matriu d'argó. El diòxid de silici dimèric, (SiO2) ₂ s'ha obtingut fent reaccionar O₂ amb monòxid de silici dimèric aïllat en matriu, (Si₂O₂). En el diòxid de silici dimèric hi ha dos àtoms d'oxigen que s'uneixen entre els àtoms de silici amb un angle Si–O–Si de 94 ° i una longitud d'enllaç de 164,6 pm i la longitud terminal de l'enllaç Si–O és de 150,2 pm. La longitud de l'enllaç Si–O és de 148,3 pm, que es compara amb la durada de 161 pm en quars α. L'energia d'enllaç s'estima en 621,7 kJ/mol.

## Química
El diòxid de silici es pot formar en escalfar silici a temperatures extremadament altes en presència d'oxigen (o aire). Ocasionalment, pot ocórrer de manera natural en incendis, o al caure un llamp sobre sorra.
El diòxid de silici es pot atacar amb àcids forts, particularment el fluorur d'hidrogen (HF). Precisament s'utilitza aquest àcid per eliminar o marcar el diòxid de silici en la indústria dels semiconductors.

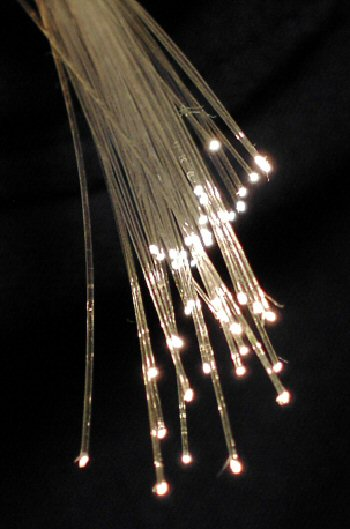
Feix de fibres òptiques fetes de sílice d'alta puresa.
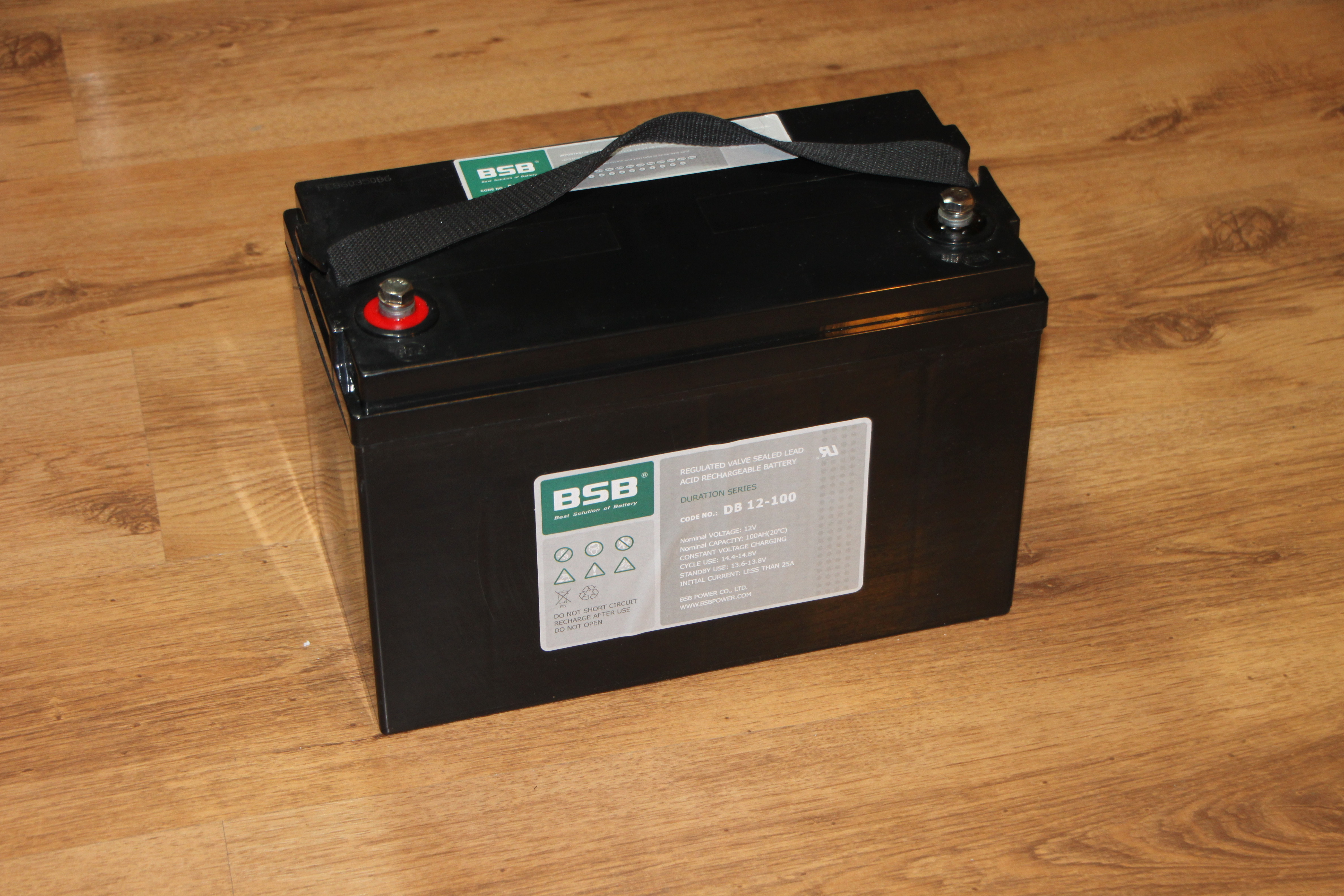
Bateria AGM 100 ampere-hora feta amb malla de sílice
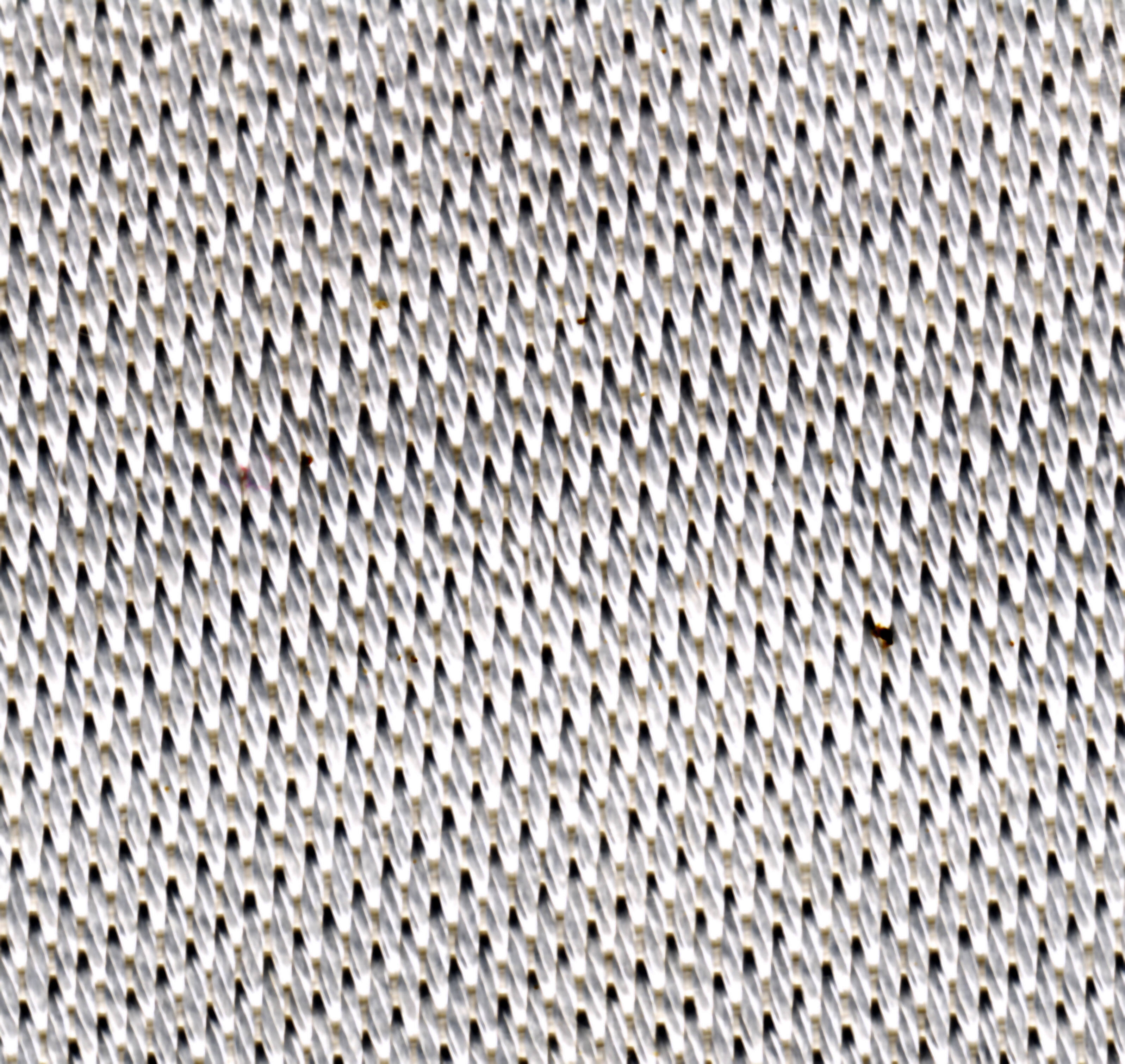
Malla de fibra de sílice per a aïllament tèrmic.
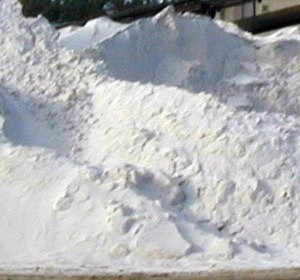
Sorra de Quars (Sílice) com a material base per la producció de vidre.

## Formes cristal·lines
SiO2, més que gairebé qualsevol material, existeix en moltes formes cristal·lines. Aquestes formes s'anomenen polimorfs
| Simetria cristal·lina Símbol de Pearson, grup núm.     | ρ g/cm 3 | Notes |
| ------------------------------------------------------ | -------- | --- |
| romboèdric (trigonal) </br> hP9, P3 1 21 núm.152       | 2.648    | Cadenes helicoïdals que fan òpticament actius els cristalls individuals; El quars α es converteix en quars β a 846 K                     |
| hexagonal</br> hP18, P6 ₂ 22, núm. 180                 | 2.533    | Estretament relacionat amb l'α-quars (amb un angle Si-O-Si de 155°) i òpticament actiu; El β-quars es converteix en β-tridimita a 1140 K |
| ortorròmbic</br> oS24, C222 1, núm.20                  | 2.265    | Forma metaestable sota pressió normal |
| hexagonal </br> hP12, P6 ₃ /mmc, núm. 194              |          | Estretament relacionat amb l'α-tridimita; La β-tridimita es converteix en β-cristobalita a 2010 K                                        |
| tetragonal</br> tP12, P4 1 2 1 2, núm. 92              | 2.334    | Forma metaestable sota pressió normal |
| cúbic</br> cF104, Fd 3 m, núm.227                      |          | Estretament relacionat amb l'α-cristobalita; es fon a 1978 K                                                                             |
| tetragonal </br> tP36, P4 1 2 1 2, núm. 92             | 3.011    | anells Si 5 O 10, Si 4 O 8, Si 8 O 16 ; sintetitzat a partir de sílice vidre i àlcali a 600–900 K i 40–400 MPa                           |
| monoclínica</br> mS46, C2/c, núm.15                    |          | Anells Si 4 O 8 i Si 6 O ₁₂ |
| monoclínica </br> mS48, C2/c, núm.15                   | 2.911    | anells Si 4 O 8 i Si 8 O 16 ; 900 K i 3–3,5 GPa                                                                                          |
| tetragonal </br> tP6, P4 ₂ /mnm, núm.136               | 4.287    | Un dels polimorfs de sílice més densos (juntament amb la seifertita); semblant al rutil amb Si coordinat de 6 vegades; 7,5–8,5 GPa       |
| ortorròmbic </br> oP, Pbcn                             | 4.294    | Un dels polimorfs de sílice més densos (juntament amb l'estishovita); es produeix a pressions superiors a 40 GPa.                        |
| cúbic (cP*, P4 ₂ 32, núm.208) o tetragonal (P4 ₂ /nbc) | 2.04     | anells Si 5 O 10, Si 6 O ₁₂ ; mineral que sempre es troba amb hidrocarburs en espais intersticials: un clatrasil (clatrat de sílice)     |
| ortorròmbic </br> oI12, Ibam, No.72                    | 1,97     | Igual que SiS ₂ que consisteix en cadenes de compartir vores, es fon a ~ 1700 K                                                          |
| hexagonal                                              |          | Estructura de bicapa en forma de làmina                                                                                                  |